# 包德明
包德明（1908年8月18日—2009年2月1日），號堯俊，四川南溪人，臺灣女性教育家，銘傳大學共同創辦人及榮譽校長。

## 生平[1]
- 1908年農曆七月二十二日（1908年8月18日）生於四川省南溪縣。其曾祖父包弼臣是同治六年丁卯科的舉人，叔高祖包欣芳是道光二十四年甲辰恩科舉人，咸豐三年癸丑科進士。祖彭縣教諭包崇體、祖母趙玉貞是刑部員外郎趙樹宜女，著有《繡余吟草》[2]。
- 1919年，隨七叔包煜文到北京，接受小學至大學十六年教育，先後就讀於北師大附小、北師大附中，後就讀北京師範大學社會系。
- 大二時經由北京師範大學社會系助教輾轉介紹認識北京大學經濟系研究生李應兆，大三時結婚。
- 民國24年8月－民國25年7月，擔任遂寧師範學校校長。
- 民國25年8月－民國27年7月，四川私立金堂中學校長。
- 新婦女總會後勤組長、陪都動員委員會宣傳組長、重慶市社會局陪都婦女福利社理事長、中國國民黨中央婦工會重慶市代表、重慶市簡派教育參事兼主任督學。
- 抗战时期追随宋庆龄在重庆从事妇女工作。
- 1946年当选制宪国大代表。去台后任中华妇女反共联合会代表及中央信托局副经理。
- 民國36年11月21日，行憲第一屆國民大會選舉，蔣夫人宋美齡女士赴珠江路國民學校投票所投票，包德明擾亂投票所，引導宋美齡投票給民社黨的王涌德，而宋美齡的選舉證是「全國性」的，而王涌德是民社黨提名的南京市婦女團體候選人，故該票無效，宋美齡於投票後，曾以電話通知沈怡市長，對投票所秩序紊亂影響投票人之情緒一點，尤感不滿[3]。
- 民國37年參加第一屆立法委員選舉，得票84249票在四川省選區取得候補婦女立委第五名[4]。
- 1957年，與李應兆在台灣創辦銘傳女子商業專科學校（後經多次改制，現為銘傳大學），任校長。
- 1977年8月任亚洲女子足球协会副会长。
- 1980年9月4日，獲得威爾斯利學院人文學榮譽博士學位。
- 1990年任台湾铭传管理学院校长。
- 1992年任世界国民外交协会副主席。
- 1995年任联合国裁军教育委员会副主席。
- 1999年1月，正式榮退，任榮譽校長。
- 2009年2月1日上午9時50分，病逝於台北榮民總醫院，享嵩壽101歲。

## 經歷
- 中華民國總統府國策顧問
- 世界國民外交協會副理事長
- 世界國民外交總會副主席
- 聯合國國際大學協會總會指導委員會主席
- 聯合國裁軍教育委員會運行理事
- 聯合國國際大學校長協會總會顧問團副團長
- 中華民國國民外交協會理事長
- 國際教育兼管理科學基金會董事長
- 中國國民黨第6、10到14屆全國黨員代表大會代表
- 中國國民黨中央委員會第14屆評議委員。

## 語錄
- 口頭禪：「含著微笑奮鬥到底」。
- 豪語：「我包德明，天不怕，地不怕，不相信『男人可以做的事，我們女人不能做』。」

## 其他
傳言為中國北宋名臣包拯29世孫。

## 外部連結
- （繁體中文）永遠的包校長
- （繁體中文）銘傳創辦人包德明21日公祭 總統府頒褒揚令